# Longueval
Longueval település Franciaországban, Somme megyében. Lakosainak száma 285 fő (2022. január 1.). Longueval Martinpuich, Bazentin, Flers, Ginchy, Guillemont, Hardecourt-aux-Bois és Montauban-de-Picardie községekkel határos.

## Népesség
A település népességének változása:
| Lakosok száma | 285  | 282  | 271  | 270  | 273  | 272  | 279  | 285  |
|               | 2013 | 2015 | 2017 | 2018 | 2019 | 2020 | 2021 | 2022 |